# Hofen (Friedrichshafen)
Hofen ist ein Stadtteil von Friedrichshafen am Bodensee, der zur Kernstadt gehört.

## Geschichte
Hofen taucht bereits im 13. Jahrhundert als Name für einen Weiler am Bodensee auf. Vermutlich gab es bereits um 1085 ein Nonnenkloster, das um 1100 an das welfische Hauskloster und spätere Reichskloster Weingarten kam und den Namen des Weilers Hofen übernahm. Die benachbarte Pfarrkirche St. Andreas und Pantaleon der Grafen von Buchhorn wurde dem Kloster unterstellt. 1215 wurde die Kirche neu erbaut. 1419 wurde das Kloster Hofen aufgehoben, blieb aber noch Propstei. Der Klosterbezirk bildete ursprünglich mit dem gleichnamigen Dorf einen Gerichtsbezirk. Im 13. Jahrhundert unterstand dieser Bezirk den Schenken von Schmalegg-Ittendorf, bis es 1524 durch Überlingen an die Stadt Buchhorn verkauft wurde, die es wiederum 1548 an das Kloster Weingarten veräußerte. Neben Hofen gehörte auch Untermeckenbeuren und Waggershausen zum Bezirk.
Im Dreißigjährigen Krieg wurde das Kloster zerstört und 1695 bis 1702 samt Kirche neu erbaut. 1803 wurde das Reichskloster Weingarten säkularisiert und kam an Oranien-Nassau, gemeinsam mit Kloster und Dorf Hofen. 1804 wurde es durch Österreich eingezogen und im Pressburger Frieden durch Napoleon 1806 an Württemberg überschrieben. Das Dorf Hofen wurde 1811 mit der Stadt Buchhorn zur Stadt Friedrichshafen vereinigt. Die Klosteranlage wurde der württembergischen Hofdomänenkammer zugeteilt, die Kirche der neu gegründeten evangelischen Kirchengemeinde Friedrichshafen zur Verfügung gestellt. Die Klosteranlage wurde ab 1824 zur Sommerresidenz für die Könige von Württemberg umgebaut. Seither wird das Kloster Hofen als Schloss Friedrichshafen, die Kirche als Schlosskirche bezeichnet. Bis heute wird es durch das Haus Württemberg als Privatbesitz verwaltet.